# Carlos Casteglione
Carlos Damián Casteglione (Avellaneda, 9 maggio 1980) è un ex calciatore argentino, di ruolo difensore.

## Palmarès

### Competizioni nazionali
- Campionato argentino di seconda divisione: 1

Rosario Central: 2012-2013

### Competizioni internazionali
- Copa Sudamericana: 1

Arsenal de Sarandí: 2007
- Coppa Suruga Bank: 1

Arsenal de Sarandí: 2008